# Mysłakówko
Mysłakówko – wieś w Polsce położona w województwie kujawsko-pomorskim, w powiecie lipnowskim, w gminie Tłuchowo.
W latach 1954–1971 wieś należała i była siedzibą władz gromady Mysłakówko, po jej zniesieniu w gromadzie Tłuchowo. W latach 1975–1998 miejscowość administracyjnie należała do województwa włocławskiego.
Według Narodowego Spisu Powszechnego (III 2011 r.) liczyła 256 mieszkańców. Jest siódmą co do wielkości miejscowością gminy Tłuchowo.